# Jacob Michael Kunkel

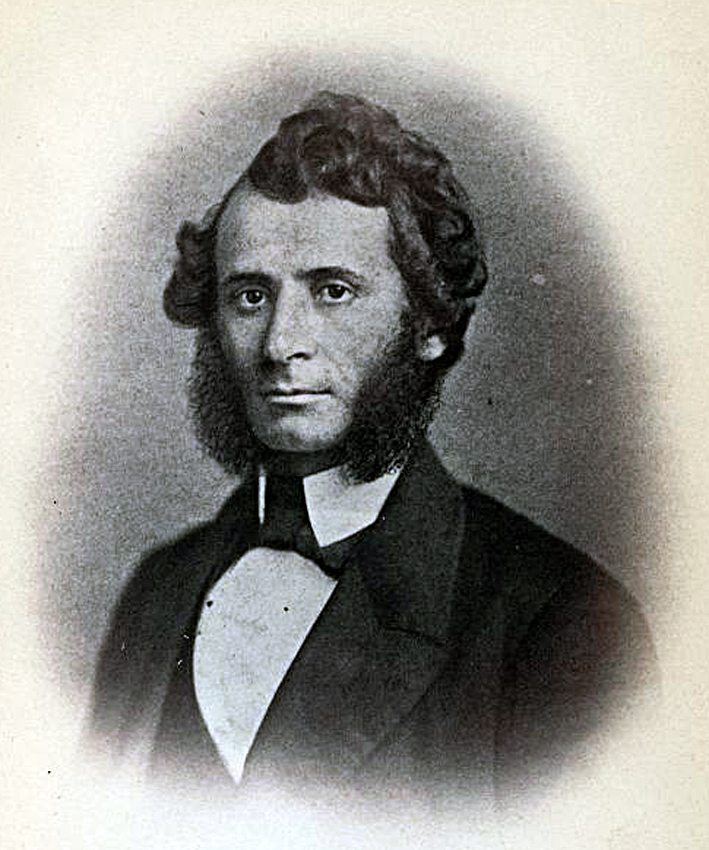
Jacob Michael Kunkel (1859)

Jacob Michael Kunkel (* 13. Juli 1822 in Frederick, Maryland; † 7. April 1870 ebenda) war ein US-amerikanischer Politiker. Zwischen 1857 und 1861 vertrat er den Bundesstaat Maryland im US-Repräsentantenhaus.

## Werdegang
Jacob Kunkel besuchte die Frederick Academy for Boys und studierte danach bis 1843 an der University of Virginia in Charlottesville. Nach einem anschließenden Jurastudium und seiner 1846 erfolgten Zulassung als Rechtsanwalt begann er in Frederick in diesem Beruf zu arbeiten. Gleichzeitig schlug er als Mitglied der Demokratischen Partei eine politische Laufbahn ein. Zwischen 1850 und 1856 gehörte er dem Senat von Maryland an.
Bei den Kongresswahlen des Jahres 1856 wurde Kunkel im fünften Wahlbezirk von Maryland in das US-Repräsentantenhaus in Washington, D.C. gewählt, wo er am 4. März 1857 die Nachfolge von Henry William Hoffman antrat. Nach einer Wiederwahl konnte er bis zum 3. März 1861 zwei Legislaturperioden im Kongress absolvieren. Diese waren von den Ereignissen im unmittelbaren Vorfeld des Bürgerkrieges geprägt. Nach dem Ende seiner Zeit im US-Repräsentantenhaus praktizierte Kunkel wieder als Anwalt in Frederick. Im August 1866 war er Delegierter zur Loyalist Convention in Philadelphia. Er starb am 7. April 1870 in seinem Heimatort Frederick.